# Obermaßfeld-Grimmenthal
Obermaßfeld-Grimmenthal è un comune di 1 252 abitanti della Turingia, in Germania.
Appartiene al circondario (Landkreis) di Smalcalda-Meiningen (targa SM) ed è parte della comunità amministrativa (Verwaltungsgemeinschaft) di Dolmar-Salzbrücke.